# Sito
Sito es un servicio implementado en Buenos Aires, Argentina, que permite obtener telefónicamente información sobre un inmueble, de manera inmediata, en cualquier momento, las 24 horas del día, los 7 días de la semana.
Sito es un Interactive Voice Response para inmobiliarias, desarrollado bajo las tecnologías de código abierto Java y Asterisk por la empresa Grupo Esfera S.A.
El servicio consiste en llamar a un número de teléfono y marcar un código de propiedad. De esta manera se puede escuchar un mensaje previamente grabado por la inmobiliaria, con información detallada sobre la propiedad que se consulta. El sistema pone esta información a disposición de cualquier cliente las 24 horas del día. Para el cliente, esto implica la posibilidad de conocer detalles sobre una propiedad aún fuera de los horarios de trabajo de la inmobiliaria. La inmobiliaria, por su parte, adquiere una forma de obtener información de contacto con sus clientes.
- Datos: Q9078182